# Sa Kaew (provincie)
Sa Kaew is een provincie in het oosten van Thailand. In december 2002 had de provincie 539.107 inwoners, waarmee dit gemeten naar bevolkingsomvang de 46e provincie in Thailand is. Met een oppervlakte van 7195 km² is het de 28e provincie gemeten naar oppervlakte. Sa Kaew ligt op ongeveer 220 kilometer van Bangkok en grenst in het noorden aan de provincies Korat en Buri Ram, in het oosten aan Cambodja, in het zuiden aan de provincie Chantaburi en in het westen aan de provincies Prachinburi en Chachoengsao. Sa Kaew grenst nergens aan de zee.
Sa Kaew bestaat voornamelijk uit heuvelland, De provincie werd gevormd in januari 1994 na afscheiding van de provincie Prachinburi. Het is een voornamelijk agrarische provincie met een aantal mooie natuurparken.

## Provinciale symbolen
|  | Het provinciale zegel van Sa Kaew. |

## Klimaat
De gemiddelde jaartemperatuur is 30 graden.

## Geschiedenis
In de provincie bevinden zich vele restanten van de oude Khmer- en Dvaravatibeschavingen. De meeste hiervan zijn zelfs nog nooit door archeologen bezocht. De naam van de provincie betekent: "meer van juwelen" en is een referentie aan de vele door Mon en Khmer aangelegde waterreservoirs. De provincie telde in de jaren zeventig en jaren tachtig veel opvangkampen voor Cambodjaanse vluchtelingen. In die tijd vond hier ook veel illegale handel met de Cambodjaanse oorlogvoerende partijen plaats. Als gevolg hiervan liggen er veel Thaise militaire bases in dit gebied. Een spoorlijn van de Thaise staatsspoorwegen verbindt Sa Kaew met Bangkok. Deze lijn eindigt in het district Aranya Prathet, bij de grens met Cambodja.

## Politiek

### Bestuurlijke indeling
De provincie is onderverdeeld in 6 districten (Amphoe) en 2 subdistricten (King amphoe) namelijk:
| Amphoe 1. Sa Kaew 2. Aranya Prathet 3. Klong Hat 4. Taphraya 5. Wang Nam Yen 6. Wattana Nakhon | King Amphoe 7. Khok Sung 8. Wang Sombun |  |